# Србија на Европском екипном првенству у атлетици 2011.
Србија је учествовала на Европском екипном првенству у атлетици 2011. одржаном у Новом Саду од 18. до 19. јуна.

## Учесници
| Мушкарци: - Милош Савић — 100 м, 4 х 100 м - Немања Божић — 200 м - Милош Раовић — 400 м, 4 х 400 м - Никола Бурсаћ — 800 м, 1.500 м, 4 х 100 м - Горан Нава — 3.000 м - Јасмин Љајић — 5.000 м - Милан Ристић — 110 м препоне, 4 х 100 м - Емир Бекрић — 400 м препоне - Милан Митровић — 3.000 м препреке - Горан Подунавац — 4 х 100 м - Роберт Мучи — 4 х 400 м - Слободан Мирић — 4 х 400 м - Стефан Вукадиновић — 4 х 400 м - Милош Тодосијевић — Скок увис - Ђорђе Мијаиловић — Скок мотком - Лазар Анић — Скок удаљ - Петар Ђурић — Троскок - Асмир Колашинац — Бацање кугле - Никола Чанковић — Бацање диска - Стеван Веселиновић — Бацање кладива - Ведран Самац — Бацање копља | Жене: - Милана Тирнанић — 100 м, 4 х 100 м - Тамара Салашки — 200 м, 400 м - Амела Терзић — 800 м, 1.500 м - Соња Столић — 3.000 м - Теодора Симовић — 5.000 м - Ивана Петковић — 110 м препоне - Јелена Грујић — 400 м препоне, 4 х 400 м - Јасмина Пругнић — 3.000 м препреке - Зорана Барјактаровић — 4 х 100 м - Маја Ћирић — 4 х 100 м, 4 х 400 м - Катарина Сирмић — 4 х 100 м - Зорица Глигорић — 4 х 400 м - Бојана Каличанин — 4 х 400 м - Зорана Буквић — Скок увис - Тамара Моравчевић — Скок мотком - Милица Гардашевић — Скок удаљ - Марија Стојадиновић — Троскок - Дијана Шефчић — Бацање кугле - Драгана Томашевић — Бацање диска - Сара Саватовић — Бацање кладива - Марија Вученовић — Бацање копља |  |

## Резултати

### Мушкарци
| Атлетичар          | Дисциплина       | Лични рекорд | Финале      | Финале | Бодови | Детаљи                                  |
| Атлетичар          | Дисциплина       | Лични рекорд | Резултат    | Место  | Бодови | Детаљи                                  |
| ------------------ | ---------------- | ------------ | ----------- | ------ | ------ | --------------------------------------- |
| Милош Савић        | 100 м            |              | 10,75       | 4      | 5      | Архивирано на веб-сајту (10. март 2016) |
| Слободан Мирић     | 200 м            |              | 22,81       | 8      | 1      | Архивирано на веб-сајту (10. март 2016) |
| Томислав Тодоровић | 400 м            |              | 48,69 ЛР    | 7      | 2      | Архивирано на веб-сајту (10. март 2016) |
| Никола Бурсаћ      | 800 м            | 1:49,97      | 1:51,54 ЛРС | 4      | 5      |                                         |
| Никола Бурсаћ      | 1.500 м          | 3:42,21      | 3:47,05     | 4      | 5      |                                         |
| Горан Нава         | 3.000 м          | 8,09,10      | 8:29,66     | 2      | 7      |                                         |
| Јасмин Љајић       | 5.000 м          | 14:38,96     | 15:20,59    | 6      | 3      |                                         |
| Милан Ристић       | 110 м препоне    | 13,50 НР     | 13,92       | 4      | 5      |                                         |
| Емир Бекрић        | 400 м препоне    | 48,05 НР     | 52,37 ЛРС   | 4      | 5      |                                         |
| Милан Митровић     | 3.000 м препреке |              | 9:56,62     | 7      | 2      |                                         |
| Милан Ристић       | 4 х 100 м        | 39,79 НР     | 40,92       | 5      | 4      |                                         |
| Никола Бурсаћ      | 4 х 100 м        | 39,79 НР     | 40,92       | 5      | 4      |                                         |
| Горан Подунавац    | 4 х 100 м        | 39,79 НР     | 40,92       | 5      | 4      |                                         |
| Милош Савић        | 4 х 100 м        | 39,79 НР     | 40,92       | 5      | 4      |                                         |
| Роберт Мучи        | 4 х 400 м        | 2:59,95 НР   | 3:13,30     | 6      | 3      |                                         |
| Слободан Мирић     | 4 х 400 м        | 2:59,95 НР   | 3:13,30     | 6      | 3      |                                         |
| Стефан Вукадиновић | 4 х 400 м        | 2:59,95 НР   | 3:13,30     | 6      | 3      |                                         |
| Милош Раовић       | 4 х 400 м        | 2:59,95 НР   | 3:13,30     | 6      | 3      |                                         |
| Милош Тодосијевић  | Скок увис        | 2,20         | 2,05        | 5      | 4      |                                         |
| Ђорђе Мијаиловић   | Скок мотком      |              | 4,20 ЛР     | 7      | 2      |                                         |
| Лазар Анић         | Скок удаљ        | 7,50         | 7,28        | 6      | 3      |                                         |
| Петар Ђурић        | Троскок          | 15,57        | 14,63       | 7      | 2      |                                         |
| Асмир Колашинац    | Бацање кугле     | 20,90        | 20,75       | 1      | 8      |                                         |
| Никола Чанковић    | Бацање диска     | 51,09        | 47,48       | 7      | 2      |                                         |
| Стеван Веселиновић | Бацање кладива   | 63,22        | 59,52       | 5      | 4      |                                         |
| Ведран Самац       | Бацање копља     | 80,90        | 79,52       | 1      | 8      |                                         |

### Жене
| Атлетичарка          | Дисциплина       | Лични рекорд | Финале         | Финале | Бодови | Детаљи |
| Атлетичарка          | Дисциплина       | Лични рекорд | Резултат       | Место  | Бодови | Детаљи |
| -------------------- | ---------------- | ------------ | -------------- | ------ | ------ | ------ |
| Јелена Суботић       | 100 м            |              | 12,06          | 5      | 4      |        |
| Катарина Сирмић      | 200 м            |              | 25,48          | 8      | 1      |        |
| Катарина Сирмић      | 400 м            | 53,21        | 53,29          | 1      | 8      |        |
| Амела Терзић         | 800 м            | 2:04,67      | 1:59,90 НР, ЛР | 1      | 8      |        |
| Амела Терзић         | 1.500 м          | 4:05,69 НР   | 4:16,13        | 1      | 8      |        |
| Соња Столић          | 3.000 м          | 8:54,52      | 9:19,88 ЛРС    | 1      | 8      |        |
| Теодора Симовић      | 5.000 м          | 16:12,09     | 16:49,93       | 3      | 6      |        |
| Ивана Петковић       | 100 м препоне    | 13,90 НР     | 14,15          | 6      | 3      |        |
| Јелена Грујић        | 400 м препоне    | 60,96 НР     | 62,84          | 8      | 1      |        |
| Јасмина Пругнић      | 3.000 м препреке | 10:47,63     | 10:54,22       | 4      | 5      |        |
| Зорана Барјактаровић | 4 х 100 м        | 44,68 НР     | 45,58          | 3      | 6      |        |
| Маја Ћирић           | 4 х 100 м        | 44,68 НР     | 45,58          | 3      | 6      |        |
| Катарина Сирмић      | 4 х 100 м        | 44,68 НР     | 45,58          | 3      | 6      |        |
| Милена Тирнанић      | 4 х 100 м        | 44,68 НР     | 45,58          | 3      | 6      |        |
| Зорица Глигорић      | 4 х 400 м        | 3:35,36 НР   | 3:45,28        | 5      | 4      |        |
| Маја Ћирић           | 4 х 400 м        | 3:35,36 НР   | 3:45,28        | 5      | 4      |        |
| Бојана Каличанин     | 4 х 400 м        | 3:35,36 НР   | 3:45,28        | 5      | 4      |        |
| Јелена Грујић        | 4 х 400 м        | 3:35,36 НР   | 3:45,28        | 5      | 4      |        |
| Зорана Буквић        | Скок увис        | 1,80         | 1,65           | 5      | 4      |        |
| Тамара Моравчевић    | Скок мотком      | 3,20         | 3,20 =ЛР       | 7      | 2      |        |
| Милица Гардашевић    | Скок удаљ        | 6,07         | 5,78           | 7      | 2      |        |
| Марија Стојадиновић  | Троскок          |              | 12,42 ЛР       | 7      | 2      |        |
| Дијана Шефчић        | Бацање кугле     | 16,41        | 13,13          | 6      | 3      |        |
| Драгана Томашевић    | Бацање диска     | 63,63 НР     | 58,16          | 1      | 8      |        |
| Сара Саватовић       | Бацање кладива   | 66,41 НР     | 62,37          | 2      | 7      |        |
| Марија Вученовић     | Бацање копља     | 57,12        | 52,65          | 2      | 7      |        |